# Wielka Brytania na Zimowych Igrzyskach Olimpijskich 1956
Wielką Brytanię na Zimowych Igrzyskach Olimpijskich 1956 reprezentowało 41 zawodników: 31 mężczyzn i dziesięć kobiet. Był to siódmy start reprezentacji Wielkiej Brytanii na zimowych igrzyskach olimpijskich.

## Skład kadry

### Biegi narciarskie
Mężczyźni
| Zawodnik                                                 | Konkurencja        | czas       | Pozycja |
| -------------------------------------------------------- | ------------------ | ---------- | ------- |
| Maurice Gover                                            | Bieg na 15 km      | 58:58,0    | 56.     |
| Andrew Morgan                                            | Bieg na 15 km      | 59:27,0    | 57.     |
| John Moore                                               | Bieg na 15 km      | 59:31,0    | 58.     |
| Aubrey Fielder                                           | Bieg na 15 km      | 59:59,0    | 60.     |
| Andrew Morgan                                            | Bieg na 30 km      | 2:03:55,0  | 45.     |
| John Moore                                               | Bieg na 30 km      | 2:008:58,0 | 47.     |
| James Spencer                                            | Bieg na 30 km      | 2:10:32,0  | 49.     |
| Tom Cairney                                              | Bieg na 30 km      | 2:13:41,0  | 51.     |
| Tom Cairney                                              | Bieg na 50 km      | 3:44:54,0  | 28.     |
| Dominick Graham                                          | Bieg na 50 km      | 3:48:17,0  | 29.     |
| Richard Aylmer                                           | Bieg na 50 km      | 4:11:40,0  | 30.     |
| Andrew Morgan James Spencer Aubrey Fielder Maurice Gover | Sztafeta 4 × 10 km | 2:38:44,0  | 14.     |

### Bobsleje
Mężczyźni
| Osada | Zawodnik                                                      | Konkurencja | Ślizg 1 | Ślizg 2 | Ślizg 3 | Ślizg 4 | Łącznie | Pozycja |
| ----- | ------------------------------------------------------------- | ----------- | ------- | ------- | ------- | ------- | ------- | ------- |
| GBR-1 | Stuart Parkinson Christopher Williams                         | Dwójki      | 1:25,63 | 1:24,53 | 1:26,73 | 1:25,94 | 5:42,83 | 10.     |
| GBR-2 | Keith Schellenberg John Rainsforth                            | Dwójki      | 1:24,52 | 1:26,57 | 1:25,88 | 1:26,39 | 5:43,36 | 11.     |
| GBR-1 | Keith Schellenberg Rollo Brandt Ralph Raffles John Rainsforth | Czwórki     | 1:21,39 | 1:18,73 | 1:20,42 | 1:21,58 | 5:22,12 | 12.     |
| GBR-2 | Stuart Parkinson John Read Rodney Mann Christopher Williams   | Czwórki     | 1:20,72 | 1:19,92 | 1:22,51 | 1:20,58 | 5:23,73 | 17.     |

### Łyżwiarstwo figurowe
| Zawodnik                    | Konkurencja   | Nota   | Pozycja |
| --------------------------- | ------------- | ------ | ------- |
| Yvonne Sugden               | Solistki      | 156,62 | 4.      |
| Erica Batchelor             | Solistki      | 149,67 | 11.     |
| Beth Peach                  | Solistki      | 144,75 | 14.     |
| Michael Booker              | Soliści       | 154,26 | 6.      |
| Joyce Coates Anthony Holles | Pary sportowe | 10,00  | 10.     |
| Carolyn Krau Rodney Ward    | Pary sportowe | 9,86   | 11.     |

### Łyżwiarstwo szybkie
Mężczyźni
| Zawodnik          | Konkurencja   | Konkurencja   | Konkurencja    | Konkurencja    | Konkurencja    | Konkurencja    | Konkurencja      | Konkurencja      |
| Zawodnik          | Bieg na 500 m | Bieg na 500 m | Bieg na 1500 m | Bieg na 1500 m | Bieg na 5000 m | Bieg na 5000 m | Bieg na 10 000 m | Bieg na 10 000 m |
| Zawodnik          | Czas          | Miejsce       | Czas           | Miejsce        | Czas           | Miejsce        | Czas             | Miejsce          |
| ----------------- | ------------- | ------------- | -------------- | -------------- | -------------- | -------------- | ---------------- | ---------------- |
| Johnny Cronshey   | 42,9          | 21.           | 2:15,0         | 19.            | 8:10,1         | 15.            | 17:05,6          | 11.              |
| Alexander Connell | 45,2          | 44.           | 2:23,          | 50.            | 8:42,5         | 42.            |                  |                  |
| John Hearn        | 45,9          | 45.           | 2:17,5         | 33.            | 8:21,4         | 26.            | 17:27,6          | 20.              |

### Narciarstwo alpejskie
Mężczyźni
| Zawodnik                | Konkurencja     | Konkurencja     | Konkurencja   | Konkurencja   | Konkurencja         | Konkurencja              | Konkurencja              | Konkurencja              |
| Zawodnik                | Zjazd           | Zjazd           | Slalom gigant | Slalom gigant | Slalom specjalny    | Slalom specjalny         | Slalom specjalny         | Slalom specjalny         |
| Zawodnik                | Czas            | Pozycja         | Czas          | Pozycje       | Czas 1-go przejazdu | Czas 2-go przejazdu      | Czas łączny              | Pozycja                  |
| ----------------------- | --------------- | --------------- | ------------- | ------------- | ------------------- | ------------------------ | ------------------------ | ------------------------ |
| Charlach Mackintosh     | 3:41,4          | 30.             |               |               |                     |                          |                          |                          |
| Nigel Gardner           | 4:00,7          | 34.             | 3:51,8        | 58.           |                     |                          |                          |                          |
| Robin Brock-Hollinshead | Dyskwalifikacja | Dyskwalifikacja |               |               |                     |                          |                          |                          |
| Douglas Mackintosh      | Dyskwalifikacja | Dyskwalifikacja |               |               |                     |                          |                          |                          |
| Sandy Whitelaw          |                 |                 | 3:49,4        | 56.           |                     |                          |                          |                          |
| Noel Harrison           |                 |                 | 4:00,1        | 64.           | 2:09,7              | 2:36,0                   | 4:50,7                   | 47.                      |
| Robin Hooper            |                 |                 | 4:02,2        | 66.           |                     |                          |                          |                          |
| Peter Seilern           |                 |                 |               |               | 2:08,0              | 2:46,7                   | 4:54,7                   | 48.                      |
| Sandy Whitelaw          |                 |                 |               |               | Dyskwalifikacja     | Nie ukończył konkurencji | Nie ukończył konkurencji | Nie ukończył konkurencji |
| Peter Torrens           |                 |                 |               |               | Dyskwalifikacja     | Nie ukończył konkurencji | Nie ukończył konkurencji | Nie ukończył konkurencji |

Kobiety
| Zawodniczka           | Konkurencja | Konkurencja | Konkurencja               | Konkurencja               | Konkurencja         | Konkurencja             | Konkurencja               | Konkurencja               |
| Zawodniczka           | Zjazd       | Zjazd       | Slalom gigant             | Slalom gigant             | Slalom specjalny    | Slalom specjalny        | Slalom specjalny          | Slalom specjalny          |
| Zawodniczka           | Czas        | Pozycja     | Czas                      | Pozycja                   | Czas 1-go przejazdu | Czas 2-go przejazdu     | Czas łączny               | Pozycja                   |
| --------------------- | ----------- | ----------- | ------------------------- | ------------------------- | ------------------- | ----------------------- | ------------------------- | ------------------------- |
| Zandra Nowell         | 1:59,0      | 35.         |                           |                           | 1:10,5              | 1:15,3                  | 2:25,8                    | 25.                       |
| Renate Holmes         | 2:05,0      | 41.         | 2:19,0                    | 38.                       | 1:15,0              | 1:40,9                  | 2:55,9                    | 34.                       |
| Jeanne Sandford       | 2:15,1      | 43.         | Nie ukończyła konkurencji | Nie ukończyła konkurencji |                     |                         |                           |                           |
| Addie Pryor           |             |             | 2:03,1                    | 21.                       | 1:35,2              | Nie ukończyła przejazdu | Nie ukończyła konkurencji | Nie ukończyła konkurencji |
| Jocelyn Wardrop-Moore |             |             | 2:39,8                    | 42.                       | 1:51,4              | 1:26,0                  | 3:20,4                    | 35.                       |